# Gerd Böhme
Gerd Böhme (* 29. August 1899 in Dresden; † 25. März 1978 ebenda) war ein deutscher Maler.

## Leben
Gerd Böhme war der Sohn eines Lokomotivführers. Ab 1915 absolvierte er eine Ausbildung als Lithograph. Von 1919 bis 1923 besuchte er die Kunstgewerbeakademie in Dresden und studierte von 1923 bis 1926 an der Akademie der Bildenden Künste bei Richard Müller, Otto Gussmann und Otto Dix. Seit 1927 lebt er als freischaffender Maler in Dresden. Er war bis 1933 Mitglied der Dresdner Sezession 1932. Seine expressionistischen Werke galten den Nazis als „entartet“. Für 1936 ist seine letzte Ausstellungsteilnahme belegt, und 1937 wurde in der Nazi-Aktion „Entartete Kunst“ nachweislich sein Pastellbild Tigerkopf aus der Gemäldegalerie Dresden beschlagnahmt und vernichtet. Bei den Luftangriffen auf Dresden wurden viele seiner Arbeiten vernichtet.
Böhme nahm als Soldat der Wehrmacht am Zweiten Weltkrieg teil und arbeitete danach wieder freischaffend in Dresden. Er war Mitglied des Verband Bildender Künstler der DDR.
Böhme lebte bis zu seinem Tod in Dresden-Dölzschen und wurde auf dem Friedhof Dölzschen beigesetzt. Das Grab ist nicht erhalten.

## Werk
Vom Expressionismus angeregt, begann Böhme mit Arbeiten zu sozialkritischen Themen und Großstadtlandschaften. Der Einfluss seines Lehrers Otto Dix ist in den Aktzeichnungen Böhmes erkennbar. Um 1920 erschienen seine expressionistischen Lithographien, darunter die Serie „Strindbergs Rausch“. Später malte er Straßenansichten, Porträts, Stillleben und Tieraquarelle.
Nach 1945 wandte er sich ungegenständlichen Arbeiten in Aquarelltechnik zu. Als Brotarbeit führte er Wandmalerei aus, z. B. in der früheren Milchbar Dresden in der Weißen Gasse (Tiermotive, heute übermalt oder vernichtet). Böhme war Mitglied des Verbands Bildender Künstler der DDR.
Bilder Böhmes befinden sich u. a. im Lindenau-Museum Altenburg/Thür., in der Nationalgalerie Berlin und in der Galerie Neue Meister Dresden.

## Werke (Auswahl)
- Bordellszene I (1920, Lithografie)[3]
- Schwägerin/Sitzendes Mädchen (1925, Öl auf Leinwand, 98,5 × 63 cm; Nationalgalerie Berlin)[4]
- Bildnis Hilde Böhme (1927, Öl auf Leinwand, 96,5 × 75,5 cm; Galerie Neue Meister Dresden)[5]
- Mädchen (um 1930, Öl)[6]

## Ausstellungen
- 1930: Dresden, Brühlsche Terrasse („Sächsische Kunst unserer Zeit“)
- 1930: Dresden, Brühlsche Terrasse („Dresdner Kunst“)
- 1932: Dresden, Brühlsche Terrasse (Dresdner Sezession)
- 1933: Dresden, Brühlsche Terrasse („Die Kunst dem Volke“)
- 1934: Dresden, Brühlsche Terrasse („Sächsische Kunstausstellung“)
- 1934: Dresden, Brühlsche Terrasse („Sächsische Aquarell-Ausstellung“)
- 1935 und 1936: Dresden („Dresdner Kunstausstellung“)
- 1945: Dresden, Brühlsche Terrasse („Freie Künstler. Ausstellung Nr. 1“)
- 1946: Dresden, Kunstausstellung Sächsische Künstler
- 1947: Dresden, Klubhaus des Kulturbundes („Erste Ausstellung Dresdener Künstler“)[7]
- 1948: Altenburg/Thür., Lindenau-Museum („Dresdener Künstler“)
- 1949: Dresden, 2. Deutsche Kunstausstellung

### Postum
- 1983: Dresden, Kunstausstellung Kühl (Malerei, Graphik. Ausstellung zu Ehren des 5. Todestages)
- 1985: Dresden, Albertinum („Bekenntnis und Verpflichtung“)
- 1985: Dresden, Galerie Rähnitzgasse („Grafik aus Dresdner Werkstätten“)
- 1988: Dresden, Neue Dresdner Galerie („Begegnung I. Dresdner Künstler in Ausstellungen 1945-1949“)